# Depois do Fim (álbum do Lagum)
Depois do Fim é o quarto álbum de estúdio da banda brasileira Lagum, lançado em 14 de abril de 2023, através da Sony Music Brasil. É o primeiro álbum da banda após o falecimento de seu baterista, Tio Wilson, em 2020, devido complicações decorrentes de miocardiopatia dilatada. Em entrevistas, a banda descreveu o álbum como o mais intimista e pessoal da carreira.
A edição física em CD foi lançada dia 17 de novembro de 2023 e, no dia 2 de maio de 2024, foi lançado para venda apenas 300 cópias enumeradas do álbum em versão LP.

## Desenvolvimento

### Antecedentes
Em setembro de 2020, Breno Braga, conhecido como Tio Wilson, morreu após uma parada cardiorrespiratória decorrente a complicações de uma miocardiopatia dilatada. O acontecimento marcou o lançamento do terceiro álbum de estúdio da banda, Memórias (De Onde Eu Nunca Fui), último projeto do Lagum com contribuições de Braga na bateria.
Ainda em 2021, os integrantes passaram semanas em um sítio em Sousas, distrito de Campinas, onde começaram a trabalhar em seu próximo projeto.
Após o início da turnê Pra Ficar Na Memória, o vocalista Pedro Calais terminou seu relacionamento com a atriz Giullia Buscacio de 24 anos de idade, fato que inspirou a maioria das músicas escritas no período.
Em 11 de novembro de 2022, Lagum lançou duas músicas inéditas em parceria com o duo Anavitória, Universo de coisas que eu desconheço e Caixa Postal. Com sonoridades distintas, as duas músicas se complementam representando o começo e o fim de um relacionamento. Os vocalistas Pedro e Ana interpretam uma vida a dois nos videoclipes, que foram gravados em um apartamento em São Paulo.

### EP "FIM"
Em 16 de março de 2023, a banda lançou o EP “FIM“, descrito como o início de uma nova fase na carreira do grupo. Com três faixas no total, o trabalho apresentou canções mais densas e diferentes dos últimos lançamentos do grupo, que revelam um amadurecimento pessoal e artístico dos quatro integrantes. Sobre o EP, o grupo declarou em sua conta do Instagram: "O fim existe pra todo mundo. Pra cada um de um jeito, marcando ciclos, e nos últimos tempos passamos por diversos fins. Por mais que seja difícil, por tirar de uma zona de conforto, pra gente tem sido empolgante. Esperamos que se identifiquem e que tenha algum valor pra vida de vocês".
Juntamente com o EP, o grupo também liberou em seu canal oficial no YouTube uma live session das novas faixas. Gravado no Automóvel Clube de Belo Horizonte, o registro audiovisual apresentou o conceito estético da nova era da banda e valoriza o lado instrumentista dos quatro artistas. Jorge, guitarrista do grupo, explicou na época do lançamento: “A gente está muito feliz, porque conseguimos abordar a temática de fim, algo que todo mundo vivencia em algum momento da vida, seja no amor, na profissão, enfim, ciclos são encerrados em todos os âmbitos da nossa vida. Nós passamos por um fim de ciclo muito impactante, a morte do Tio Wilson, que ajudou a gente se entender como banda, como amigos, como colegas de trabalho. Essa session também marca a primeira vez que a gente realmente fez a produção por inteiro, desde o som até a parte visual, mesmo tendo uma equipe grande auxiliando”.
Pedro Calais disse em entrevista: "Fazer a session foi um momento muito legal, porque foi a oportunidade de produzir as músicas do EP com um novo arranjo e, enquanto músicos, mostrar cada um tocando o seu instrumento. Acho que isso agrega muito valor à nossa carreira, o que me deixa muito orgulhoso. Além disso, a parte visual está muito linda. Ela foi gravada em um lugar icônico da nossa cidade e a gente sempre teve o sonho de fazer alguma coisa lá”. 
Lista de faixas
| FIM            |                  |                          |                                   |         |  |
| N.º            | Título           | Compositor(es)           | Produtor(es)                      | Duração |  |
| 1.             | "Ponto de Vista" | Chicão Zani Jorge Calais | Lagum Pedro Peixoto Victor Amaral | 3:02    |  |
| 2.             | "Me Esquece"     | Chicão Zani Jorge Calais | Lagum Pedro Peixoto Victor Amaral | 3:09    |  |
| 3.             | "Foi Mal"        | Chicão Zani Jorge Calais | Lagum Pedro Peixoto Victor Amaral | 2:10    |  |
| Duração total: | Duração total:   | Duração total:           | Duração total:                    | 8:22    |  |

Notas
- Todas as músicas do EP são estilizadas em caixa alta.

### Singles
O primeiro single do álbum, Olha Bela, foi lançado em 3 de fevereiro de 2023. “Olha Bela” foi descrita pelo vocalista Pedro Calais como uma canção sobre quem está “descobrindo novas possibilidades na vida e se encantando com novas pessoas” após um término recente. Calais disse “É um tema que se tornou recorrente na minha escrita. Desde que escrevi essas músicas, foi exatamente o momento que terminei meu relacionamento”. O videoclipe da música foi gravado durante a etapa europeia da turnê “Pra Ficar na Memória”. As cidades de Porto e Estoril, em Portugal, e Londres, na Inglaterra, receberam apresentações do grupo na ocasião. 
O segundo single, Ponto de Vista, foi lançado em 16 de março de 2023. A canção fez parte do EP "FIM" e foi incluída na lista de faixas do álbum.

## Lista de faixas
| Depois do Fim — Edição padrão |                           |                                            |                                   |         |  |
| N.º                           | Título                    | Compositor(es)                             | Produtor(es)                      | Duração |  |
| 1.                            | "Intro"                   | Jorge Pedro Calais Francisco Jardim Zani   | Lagum Pedro Peixoto Victor Amaral | 1:33    |  |
| 2.                            | "Depois do Fim"           | João Ferreira Zani Pedro Calais            |                                   | 3:29    |  |
| 3.                            | "De Amor Eu Não Morri"    | Djavan Julio Andrade Calais                |                                   | 3:26    |  |
| 4.                            | "Olha Bela"               | Guto Oliveira Mike Tulio Calais Zani Zeeba |                                   | 2:49    |  |
| 5.                            | "Nem Vi que o Tempo Voou" | Chicão Zani Jorge Calais                   |                                   | 1:53    |  |
| 6.                            | "Outro Alguém"            | Chicão Zani Jorge Calais                   |                                   | 2:40    |  |
| 7.                            | "Habite-se"               | Chicão Zani Jorge Calais                   |                                   | 2:21    |  |
| 8.                            | "Frágil"                  | Chicão Zani Jorge Calais                   |                                   | 1:28    |  |
| 9.                            | "Mudou Nada"              | Chicão Zani Jorge Calais                   |                                   | 0:49    |  |
| 10.                           | "Ou Não"                  | Chicão Zani Jorge Calais                   |                                   | 3:31    |  |
| 11.                           | "Coisa Boa"               | Chicão Zani Jorge Calais                   |                                   | 2:19    |  |
| 12.                           | "Sobre Mim"               | Chicão Zani Jorge Calais                   |                                   | 2:51    |  |
| 13.                           | "Ponto de Vista"          | Chicão Zani Jorge Calais                   |                                   | 3:02    |  |
| 14.                           | "Mantra do Bom Término"   | Chicão Zani Jorge Calais                   |                                   | 2:39    |  |
| Duração total:                | Duração total:            | Duração total:                             | Duração total:                    | 34:57   |  |

| Depois do Fim – Edição fisica |                |                |         |  |
| N.º                           | Título         | Compositor(es) | Duração |  |
| 15.                           | "Me Esquece"   | Lagum          | 3:09    |  |
| 16.                           | "Foi Mal"      | Lagum          | 2:10    |  |
| Duração total:                | Duração total: | Duração total: | 40:06   |  |

Notas
- De Amor Eu Não Morri contém um sample da música Samurai, de Djavan.